# Utashinai
Utashinai (jap. 歌志内市, Utashinai-shi) – miasto w Japonii, w prefekturze Hokkaido, w podprefekturze Sorachi. Miasto ma powierzchnię 55,95 km². W 2020 r. mieszkało w nim 2 989 osób, w 1 417 gospodarstwach domowych  (w 2010 r. 4 387 osób, w 1 994 gospodarstw domowych) . Najmniejsze pod względem liczby ludności miasto (shi) w Japonii (przedostatnie – Yūbari liczyło w 2020 r. 7 334 mieszkańców) .